# Relaciones Namibia-Perú
Las relaciones Namibia-Perú se refieren a las relaciones actuales e históricas entre Namibia y Perú. Ambos países son miembros del Movimiento de Países No Alineados.

## Historia
Perú estableció relaciones diplomáticas con la República de Sudáfrica en 1974. En ese momento, el país aplicaba su política de apartheid y controlaba el territorio de Namibia, en ese entonces conocido como África del Sudoeste. La oposición internacional a las políticas raciales del país lo obligó a aislarse internacionalmente. Perú fue un participante activo de esta oposición y, en protesta por la política y la ocupación de Namibia, cerró su consulado en Ciudad del Cabo en 1985.
En 1986, antes de la independencia de Namibia y como parte de las protestas, el gobierno peruano estableció relaciones con la Organización Popular del África del Sudoeste (SWAPO), que se convertiría en el partido gobernante de una Namibia independiente en 1989, durante una cumbre de ese año del Movimiento de Países No Alineados. Como parte de este desarrollo, el presidente de la SWAPO, Sam Nujoma, visitó Lima el 19 de marzo de 1987, donde se reunió con el presidente Alan García y se abrió una oficina de representación de la SWAPO en julio del mismo año.
Como parte del proceso de independencia, las tropas peruanas participaron en el Grupo de Asistencia para la Transición de las Naciones Unidas, siendo agradecidas personalmente por el Secretario General Javier Pérez de Cuéllar, un diplomático peruano. El embajador de Perú en Kenia en ese momento, Fortunato Isasi Cayo, presidió la delegación peruana que participó en las celebraciones de la independencia del país en Windhoek del 20 al 22 de marzo de 1990.
Después de la independencia, las relaciones con el nuevo estado de Namibia se formalizaron el 11 de julio de 1990.

## Visitas de alto nivel
- Presidente Sam Nujoma (1987)

## Misiones diplomáticas
- Namibia está acreditada ante el Perú a través de su embajada en Brasilia. Anteriormente, una misión diplomática operaba en Lima.[10][11]
- Perú está acreditado ante Namibia a través de su embajada en Pretoria.[12]

## Comercio
En 2020, las exportaciones peruanas a Namibia aumentaron como consecuencia de la pandemia del COVID-19 en un 118%, estando valoradas en US$100 millones.